# Kunstpfad am Mummelsee
 (novembre 2020).

Le Mummelsee où se situe la promenade des sculptures

Le Kunstpfad am Mummelsee (littéralement : « parcours artistique sur le Mummelsee ») est un sentier d'art créé autour du lac Mummel, situé dans la commune de Seebach près d'Achern dans le nord de la Forêt-Noire, dans la région du Bade-Wurtemberg en Allemagne. 
Le sentier se trouve directement au bord de la rive, s'étend sur 0,8 km de long et est principalement utilisé pour les promenades dans la nature et les arts. Les changements météorologiques et saisonniers permettent aux œuvres d'art d'apparaitre constamment sous un jour nouveau .

## Histoire
À partir de 1999, des artistes allemands, suisses et français ont conçu un parcours artistique au bord du Mummelsee, les dernières œuvres y ont été installées en 2003. Les œuvres d'art ont été créées autour des thèmes de la symbiose de la nature et de l'art, et de celui les mythes du Mummelsee,.
Le lac Mummel doit son nom aux nénuphars blancs, appelés communément « Mummeln ». De 1999 à 2004, Martina Sauer était la directrice culturelle du projet.

## Collection
La collection du Kunstpfad comprend les installations suivantes :
- Roger Aupperle : Ausflug an den Mummelsee (octobre 2001) ;
- Rolf Bodenseh : 7 Würfel (2000) ;
- Stefan Bombasi : Fester Grund (2000) ;
- Josef Bücheler : Waldengel - Kunst am Baum (1999) ;
- Sandra Eades : Spiegelnde Tore (2000) ;
- Armin Göhringer : Kreuzschichtung (1999) ;
- Albert Huber : Hängende Steine (2003) ;
- Reinhard Klessinger : Auf dem Weg zum Horizont (1999) ;
- Margaret Penelope Praed Mackworth : Hochmoorbläuling (2001) ;
- Karl Manfred Rennertz : Wer ist wie Gott? Flügel des Erzengel Michael (mars 2002) ;
- Gert Riel : Ohne Titel (1999) ;
- Robert Schad : enFIM (2001) ;
- Alf Setzer: Ohne Titel (1999) ;
- Reinhard Sigle: Grün dans Grün (2000) ;
- Reinhard Sigle : Amors Pfeile (2010) ;
- Gabi Streile : arboris aspectus (2001) ;
- Ilse Teipelke : Der Tiger des Herrn von Grimmelshausen (2000) ;
- Gillian White : Wave White Widded Words 2 (mars 2002).

## Les sentiers
- Sentier circulaire Seibelseckle (4 h 30, 15,5 km) : Seibelseckle - Ochsenstall - Hans-Reymann-Weg - Kunstpfad am Mummelsee - Berghotel Mummelsee - Seibelseckle [8]
- Visite de la montagne de Seebach (3 h 30, 13,3 km) : Silbergründle (ancienne zone minière) - Elsaweg (station de pompage de l'OTAN) - Hohfelsen - Kunstpfad am Mummelsee - Seibelseckle - am Seebächle (le long du petit ruisseau) - Mummelseehalle [9]

## Galerie photos

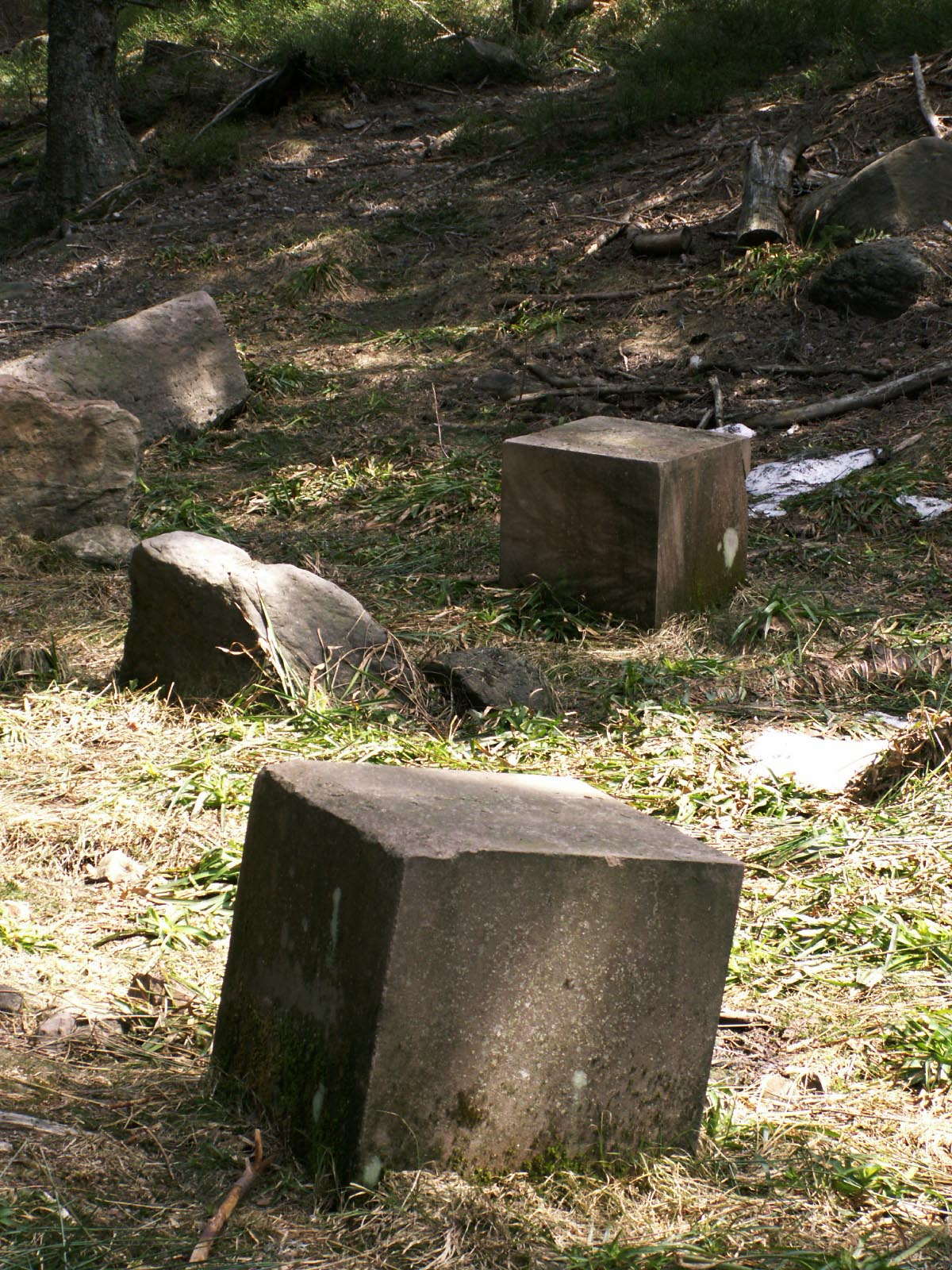
no 2 : 7 Würfel (2000) - « 7 dés »
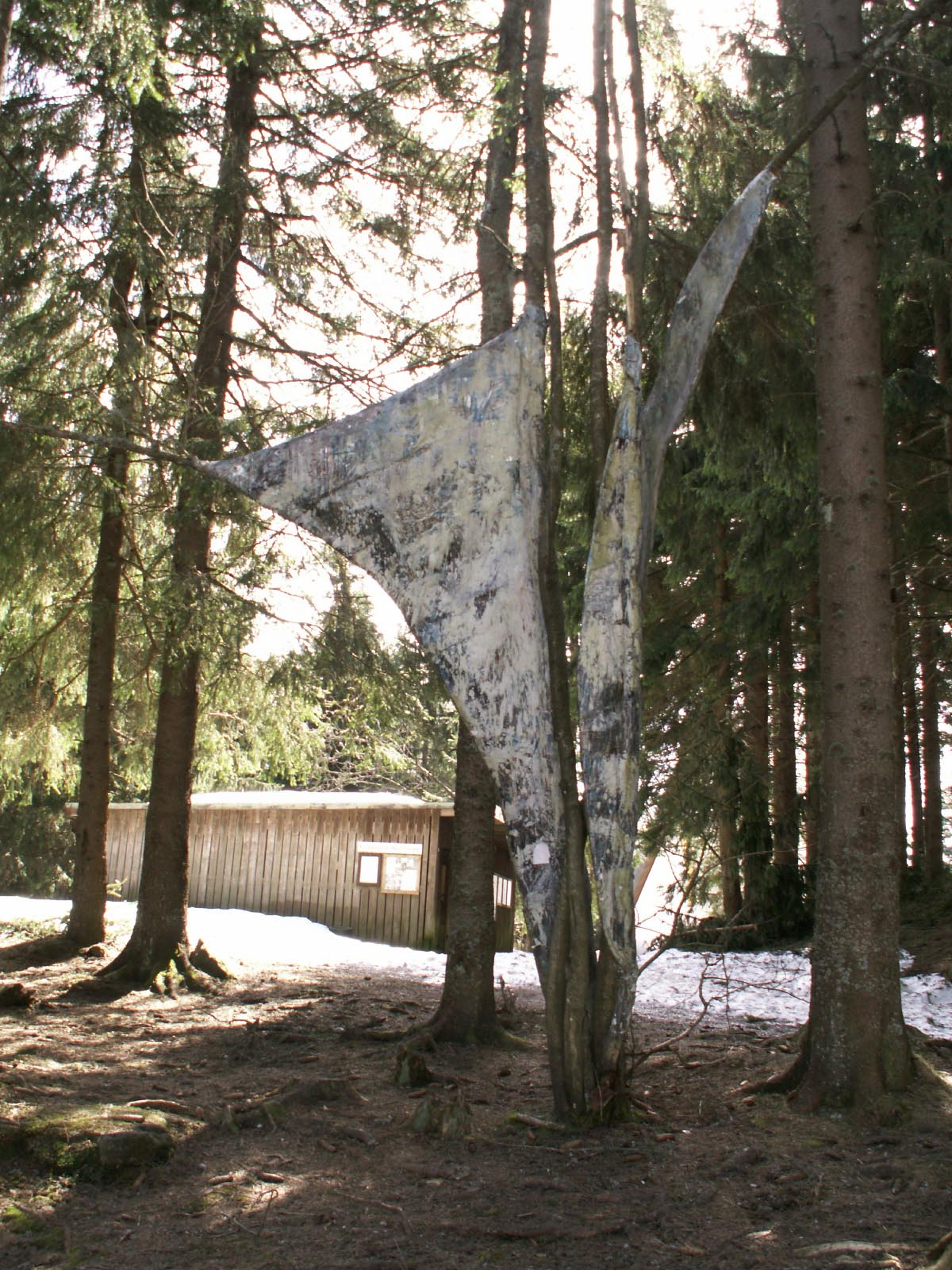
no 4 : Waldengel (1999) - « Ange de la forêt »
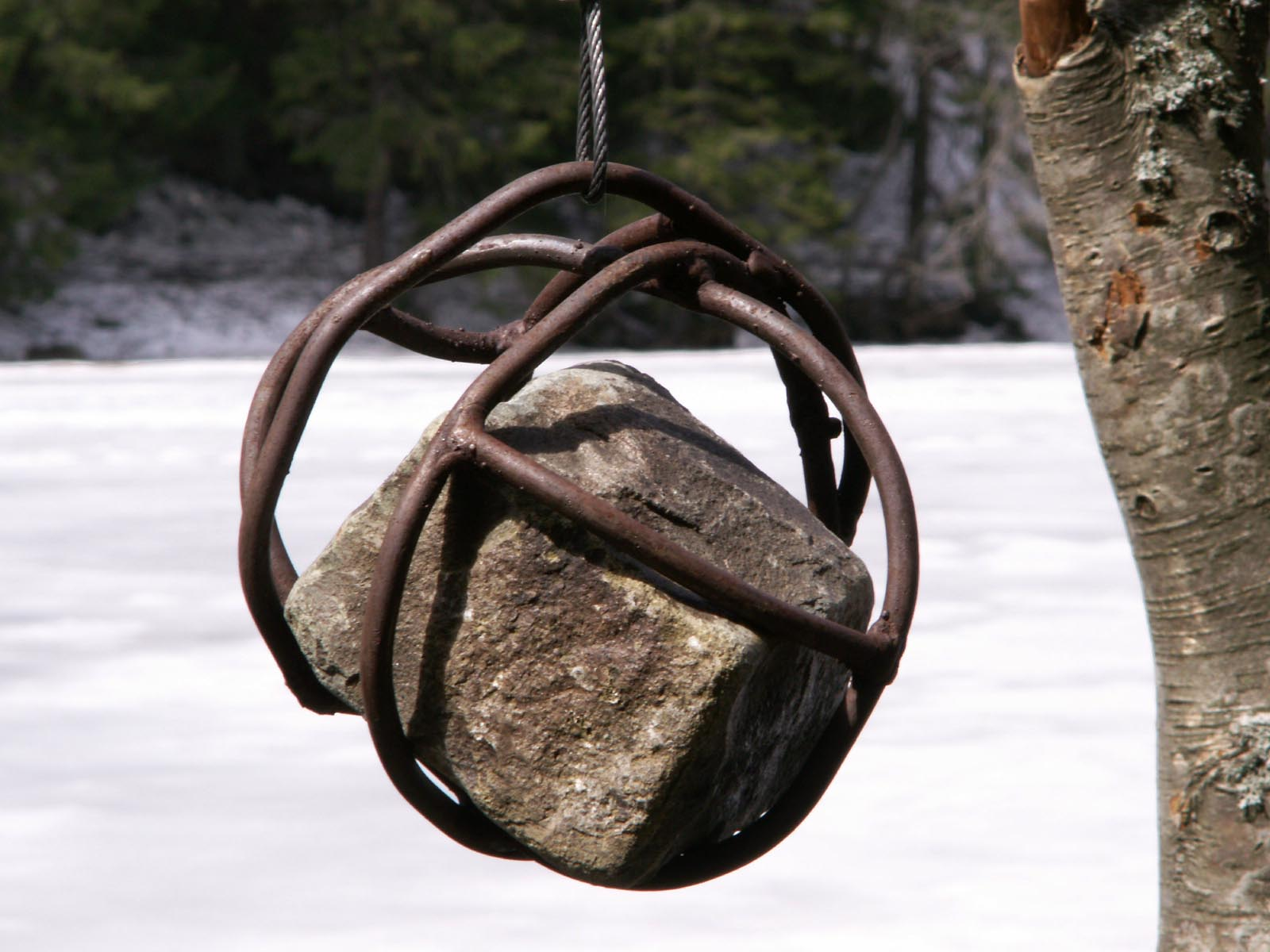
no 7 : Hängende Steine (2003) - « Pierres suspendues »
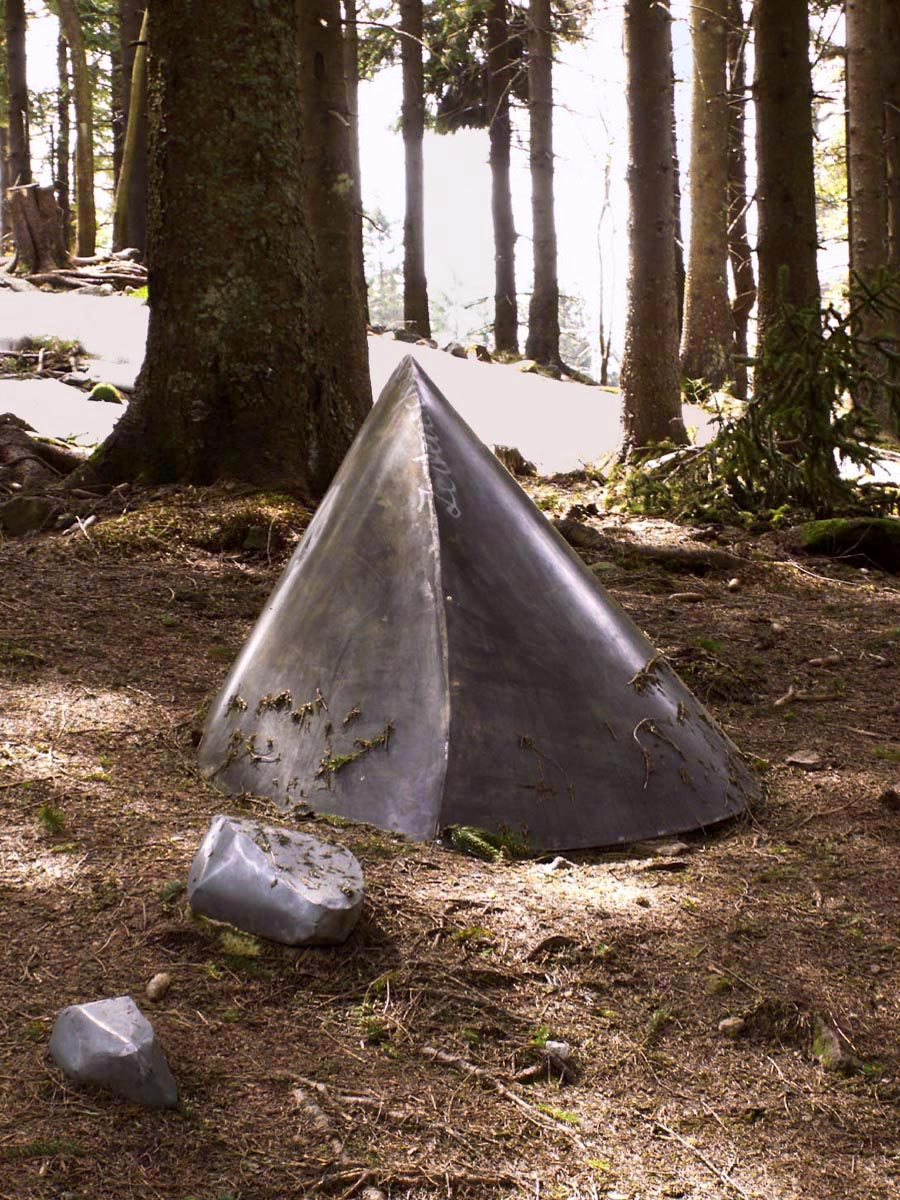
no 8 : Auf dem Weg zum Horizont (1999) - « En route vers l'horizon »
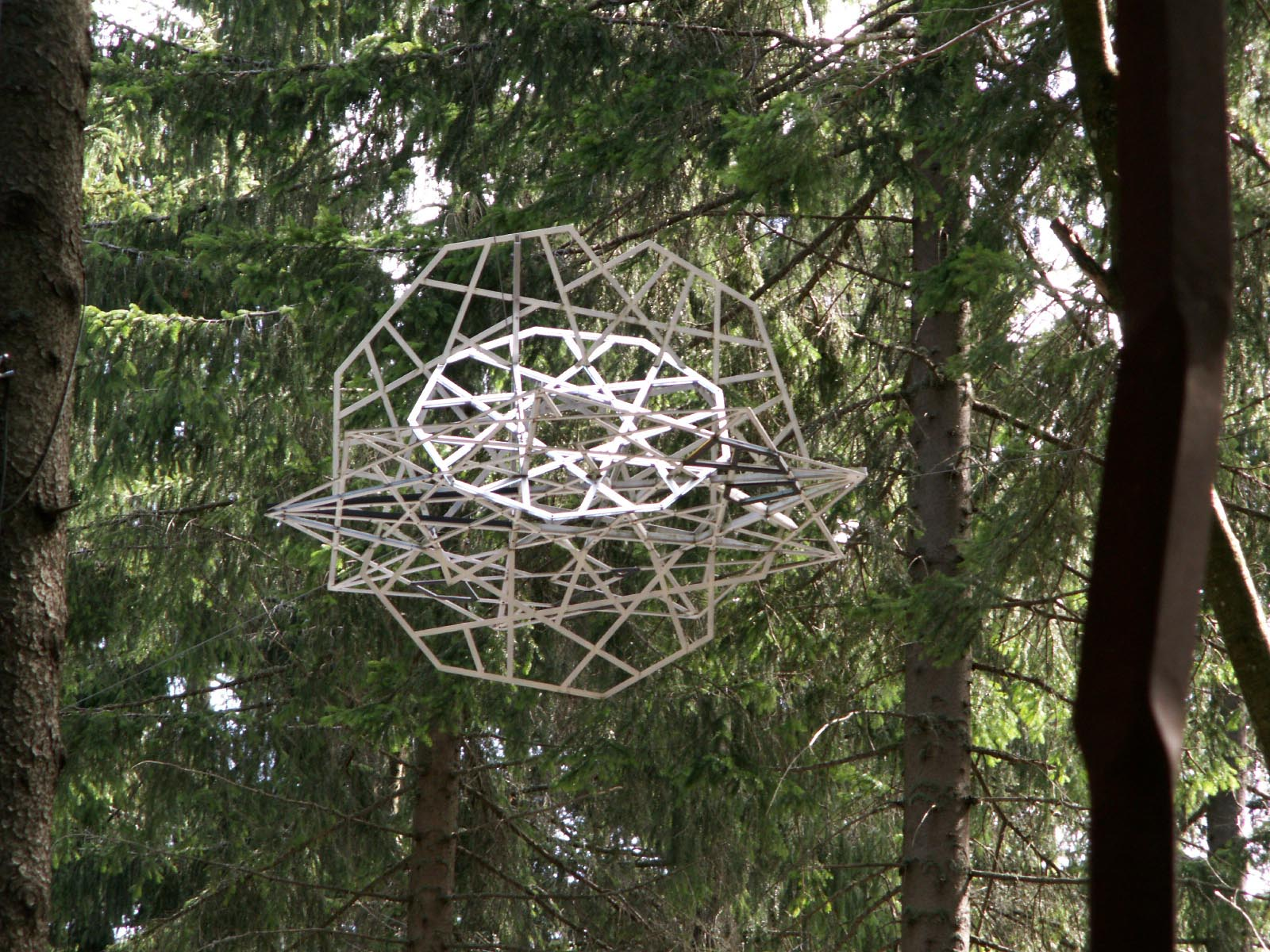
no 9 : Hochmoorbläuling (2001) - « High Moor Blue »
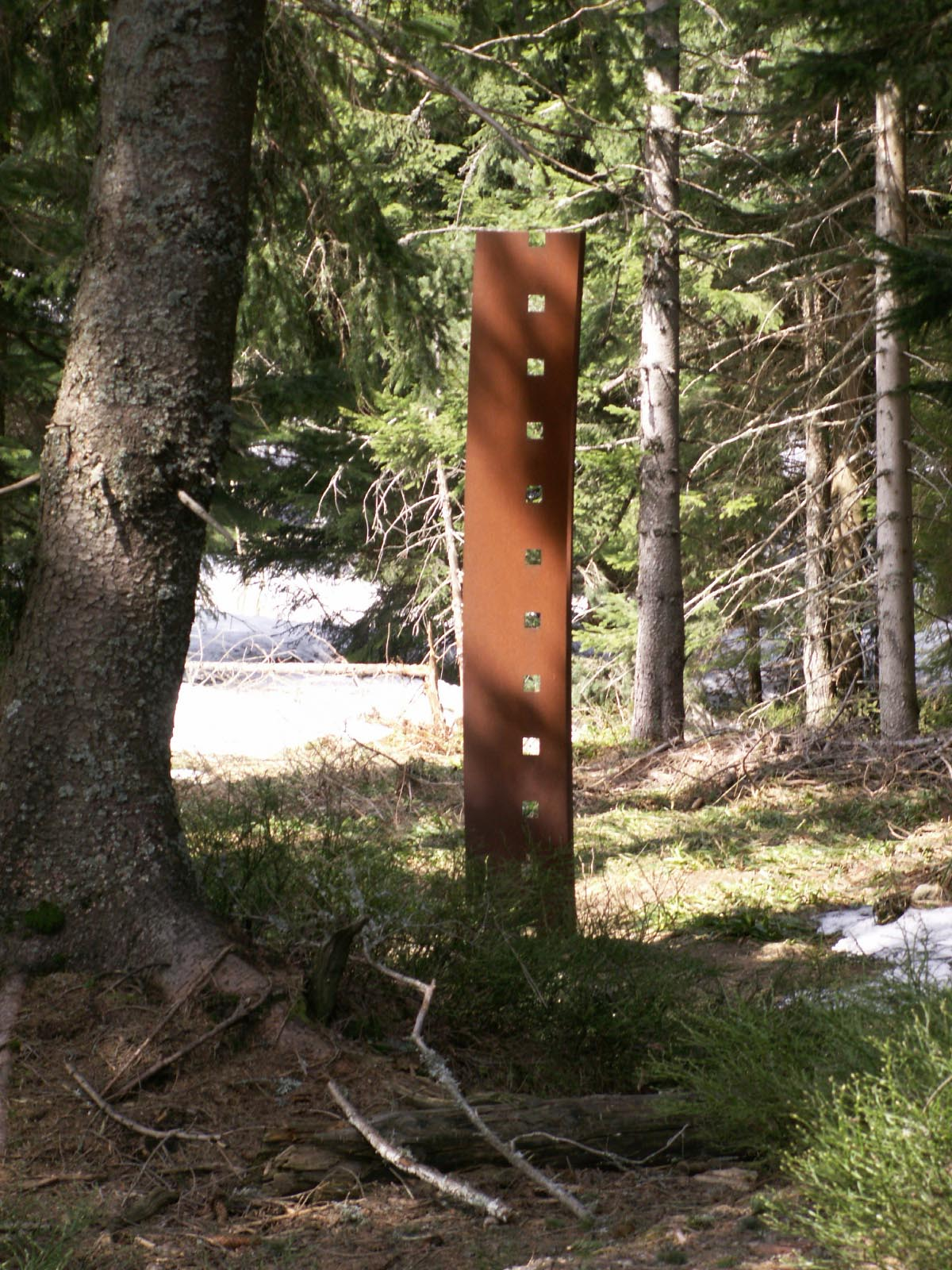
no 11 : Ohne Titel (1999) - Sans titre
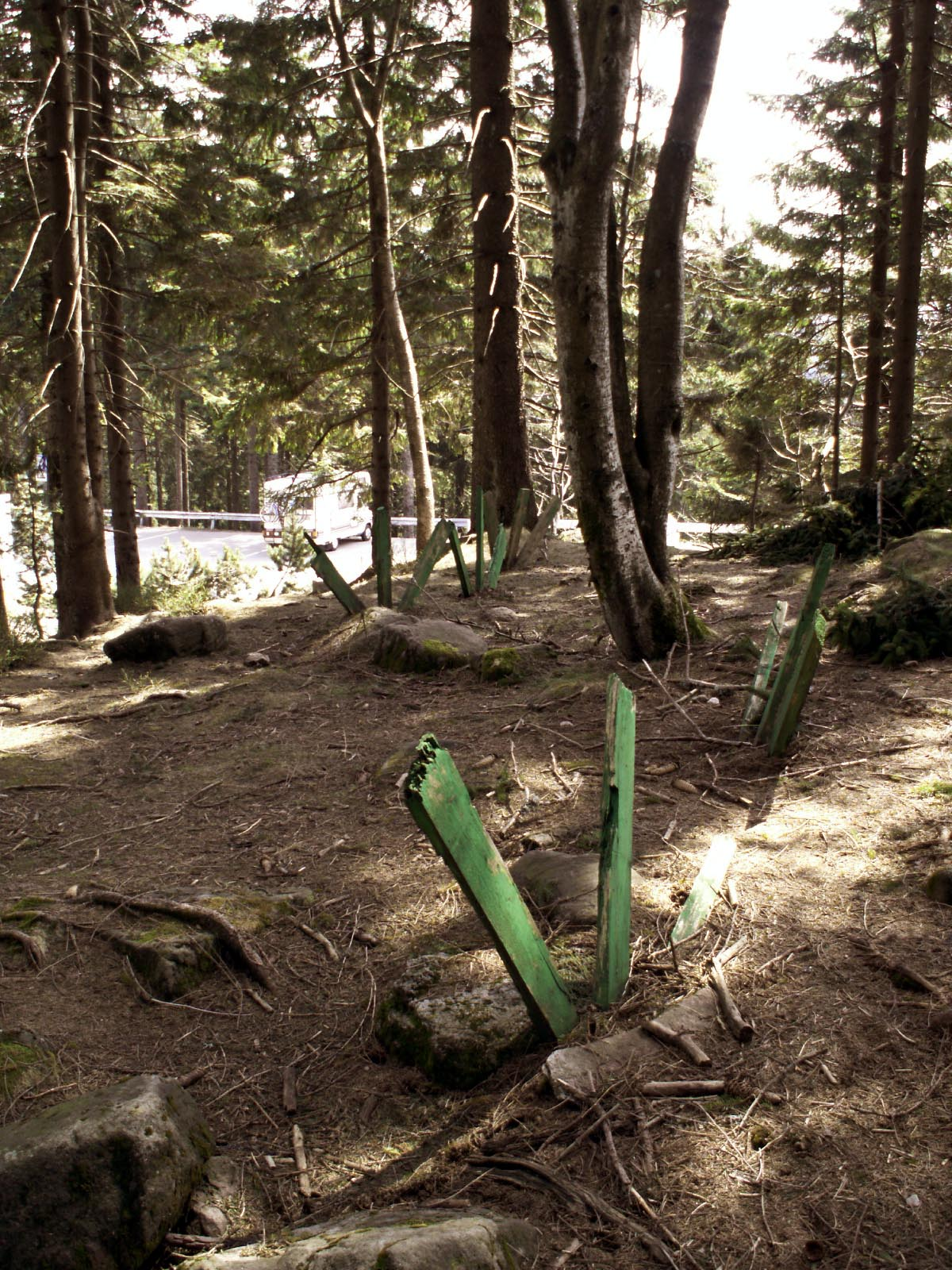
no 14 : Grün à Grün (2000) - « Vert à vert »
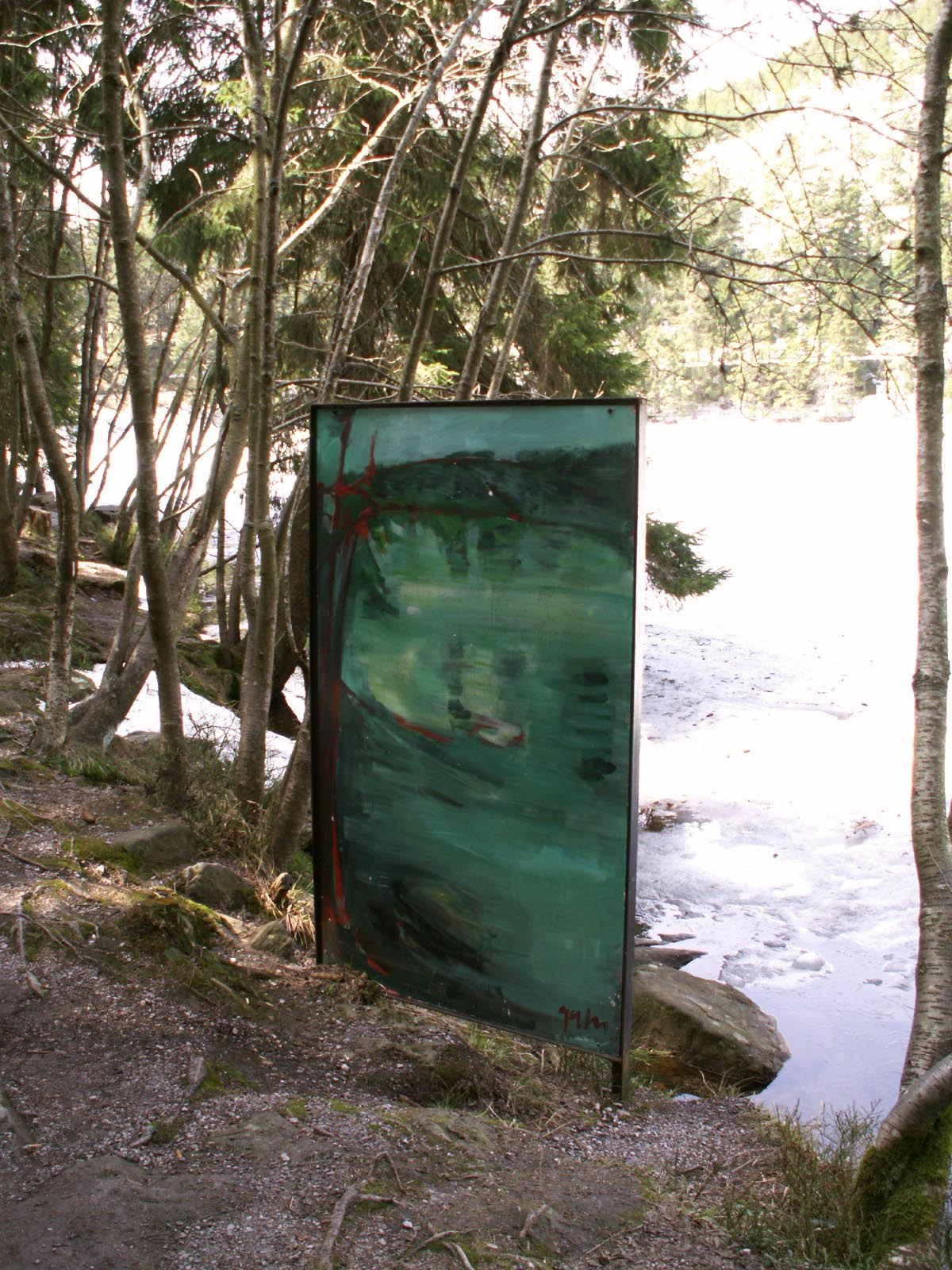
no 16 : Arboris Aspectus (2001)
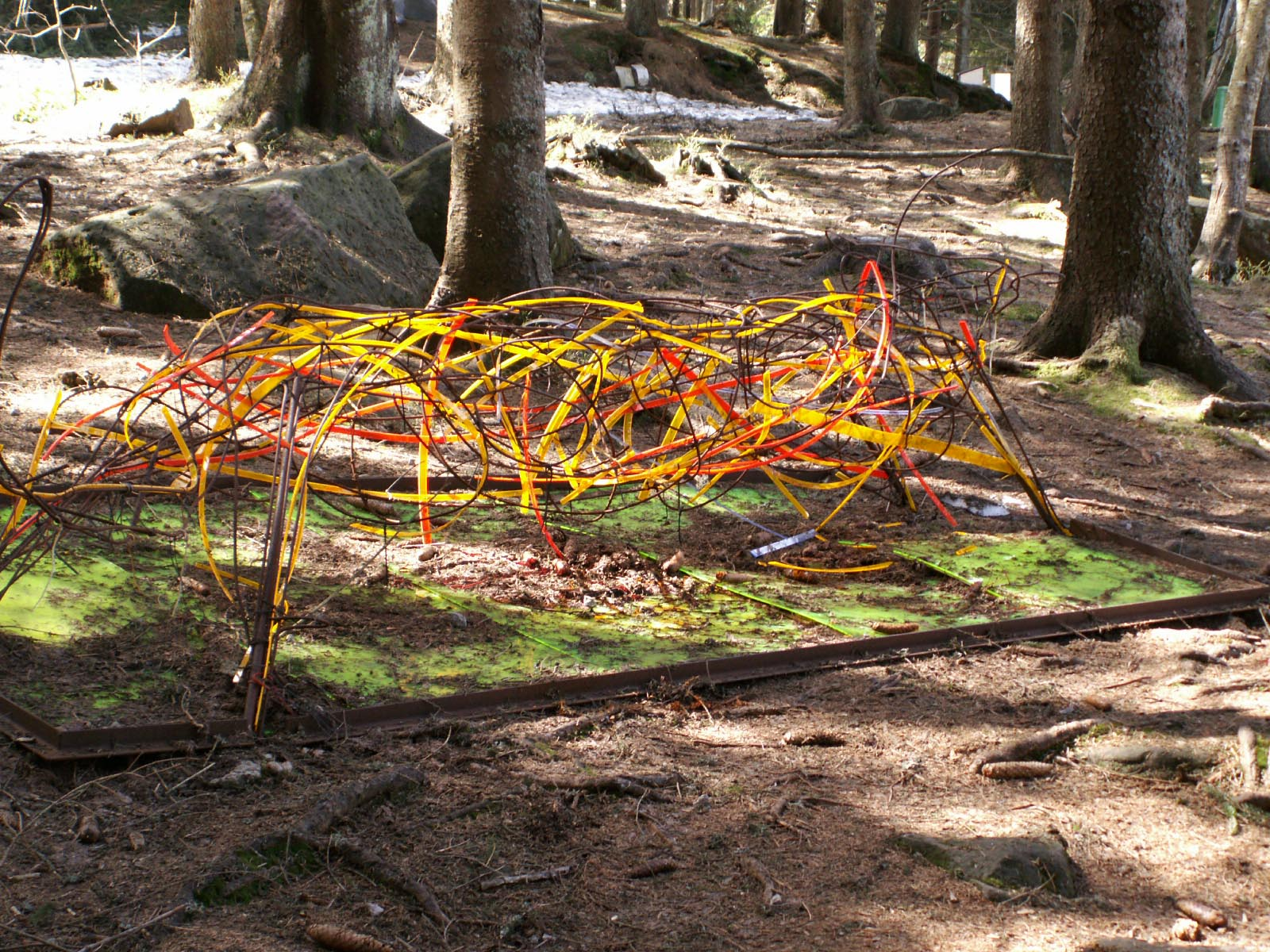
no 17 : Der Tiger des Herrn von Grimmelshausen (2000) - « Le tigre du seigneur de Grimmelshausen »
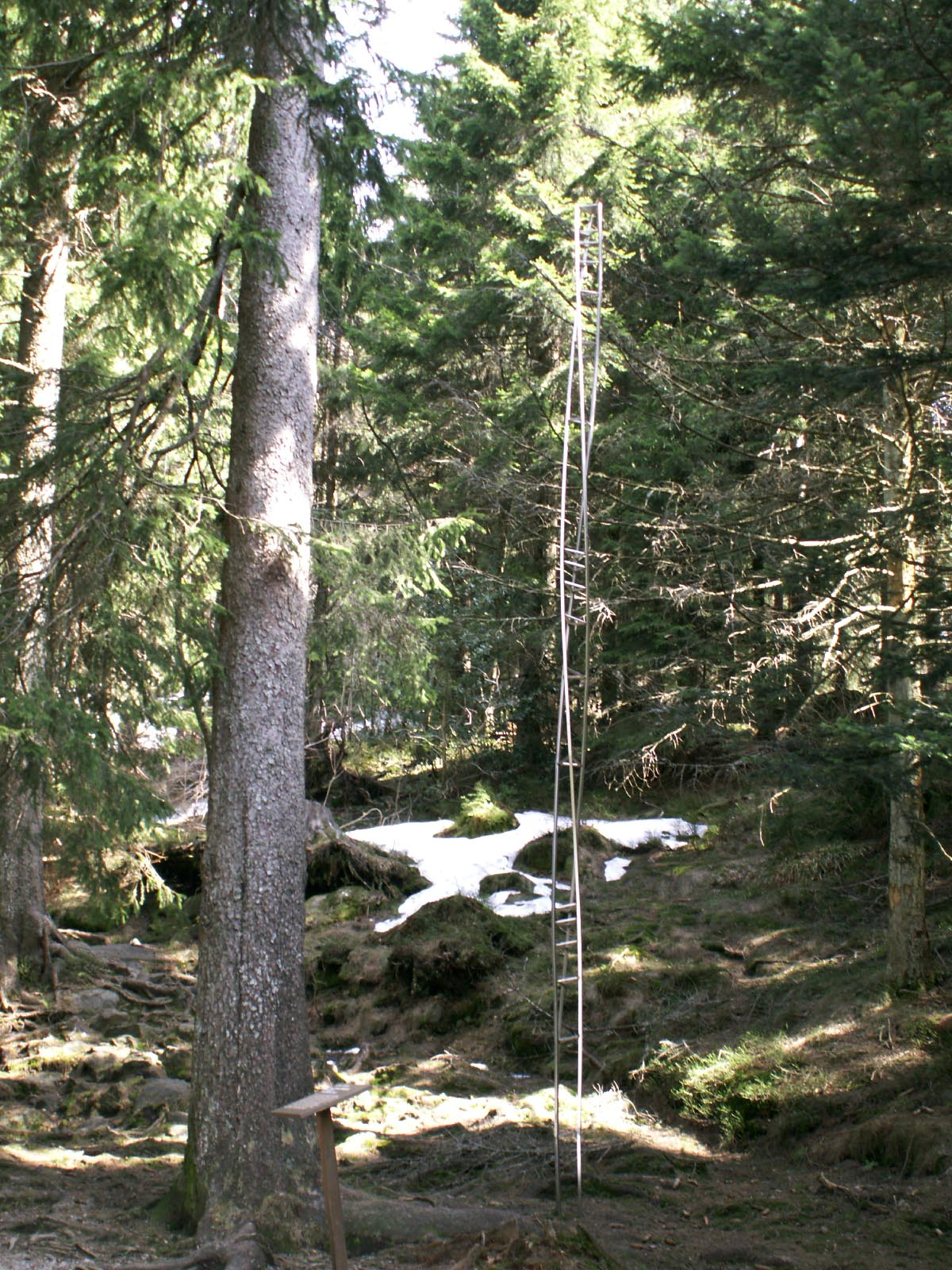
no 18 : Wave White Widded Words (2002/2003)